# Dolinianie
Dolinianie – ludność pochodzenia polsko-ruskiego zamieszkująca obszar wokół Sanoka, okolice Mrzygłodu oraz tereny na północ i wschód od Leska (wsch. Pogórze Bukowskie, połud. Pogórze Dynowskie), przede wszystkim Mrzygłód, Bukowsko, Sanok, Zagórz, Lesko, Nadolany, Wielopole. Na południu sąsiadowali z góralami ruskimi – Bojkami i Łemkami, na zachodzie – z Pogórzanami (Głuchoniemcami). Byli głównie rolnikami.
Po II wojnie światowej część Dolinian została wysiedlona do Związku Radzieckiego, a w 1947 roku na Ziemie Odzyskane.

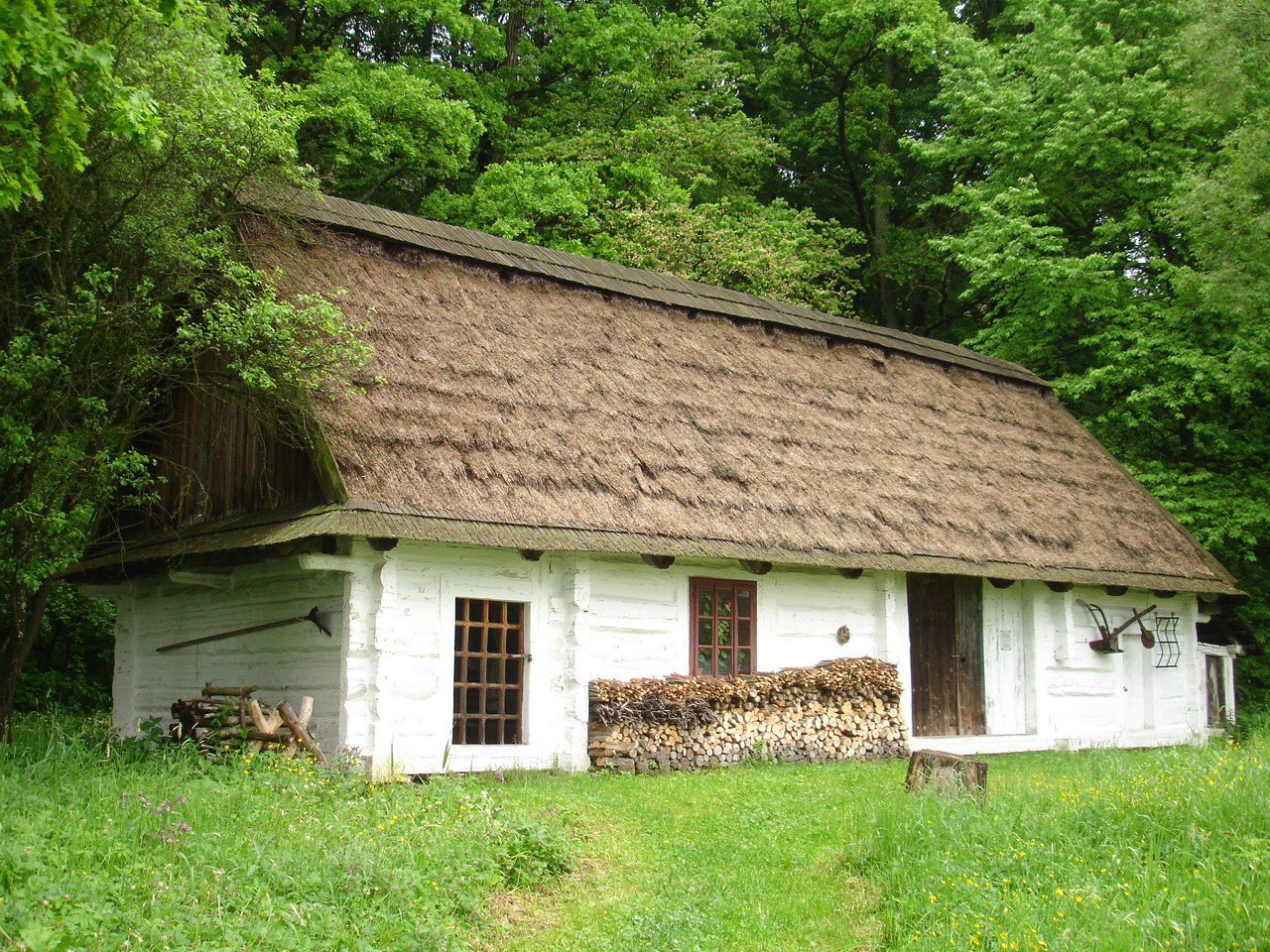
Dawna zabudowa Nadolan. Chałupa przeniesiona do skansenu w Sanoku

## Budownictwo
W budownictwie występowała niemal wyłącznie zagroda jednobudynkowa, ze zrębem bielonym wapnem. Tradycyjnym pokryciem dachu była słoma, ale już przed I wojną światową pojawia się cementowa dachówka, gont, a nawet blacha. Cechą charakterystyczną dla doliniańskich chałup jest wnęka na szerokość stajni. Wsie Dolinian ciągnęły się przeważnie łańcuchem wzdłuż rzek.